# Daniel Etounga-Manguelle
Daniel Etounga-Manguelle (Ekoadjom, 20 de janeiro de 1943 – Abidjã, 5 de junho de 2024) foi um economista e escritor camaronês. Seu trabalho Is Africa in Need of a Cultural Adjustment Programme?, levou à sua ascensão à fama através de sua doutrina econômica africana.

## Carreira
Etounga-Manguelle foi doutor em economia e planejamento pela Universidade da Sorbonne Foi "o presidente e o fundador da Société Africaine d'Étude, d'Exploitation et de Gestion (SADEG), que participa... de mais de 50 projetos de desenvolvimento no oeste, no centro e no sul da África. Ex-membro do Council of African Advisors do Banco Mundial...".

## Morte
Daniel morreu no dia 5 de junho de 2024, aos 81 anos.

## Publicações

### Ensaios
- Cent ans d’aliénation (1985)
- L'Afrique a-t-elle besoin d'un programme d'ajustement culturel ? (1990)
- Pour reconstruire et moderniser le Cameroun, on va faire comment ? (1997)
- Cameroun : une exception africaine ? (2004)
- Vers une société responsable : le cas de l'Afrique (2009)
- Éloge de la dissidence : propos sur la métaphysique du progrès (2013)
- Peut-on guérir d'une crise de civilisation ? : propos sur la pathologie du sous-développement (2015)
- D'où vient l'argent des Blancs ? (2017)
- Discours sur le bonheur : propos sur l'insatiable quête de bien-être des humains (2019)
- La politique est-elle une science ? (2020)

### Romances
- La colline du fromager (1979)
- Maigida, ou le chasseur d'illusions (1999)
- Comme c'est beau la nuit une mer déchainée (2013)
- Là où le temps est resté : chroniques (2016)

## Publicações (em português)
- L'Afrique - A-t-elle Besoin d'un Programme d'Ajustement Culturel?, tradução portuguesa na obra A cultura importa. Organização: Lawrence E. Harrison e Samuel P. Huntington; tradução Berilo Vargas. Imprenta Rio de Janeiro: Record, 2002.